# Carlo Galimberti
Carlo Galimberti (Rosario, Argentina 1894 - Milà, Itàlia 10 d'agost de 1939) fou un aixecador italià, guanyador de tres medalles olímpiques.

## Biografia
Va néixer el 2 d'agost de 1894 a la ciutat de Rosario, població situada a la província de Santa Fe, fill d'immigrants italians, obtenint la nacionalitat italiana.

## Carrera esportiva
Va participar, als 29 anys, en els Jocs Olímpics d'Estiu de 1924 realitzats a París (França), on va aconseguir guanyar la medalla d'or en la prova masculina de pes mitjà (-75 kg.), on establí un nou rècord olímpic a l'aixecar 492.5 quilos. Abanderat del seu país en la cerimònia inaugural dels Jocs Olímpics d'Estiu de 1928 realitzats a Amsterdam (Països Baixos), on va guanyar la medalla de plata, un metall que repetí en els Jocs Olímpics d'Estiu de 1932 realitzats a Los Angeles (Estats Units). En els Jocs Olímpics d'Estiu de 1936 realitzats a Berlín (Alemanya nazi) va finalitzar setè en aquesta mateixa prova.